# AS Furiani-Agliani
El AS Furiani-Agliani es un equipo de fútbol de Francia que juega en el Championnat National 2, la cuarta división nacional.

## Historia
Fue fundado en el año 1987 en la comuna de Furiani en Córcega, pasando sus primeros años entre el championnat National 3 y las divisiones regionales, eso hasta que en la temporada 2017 logra el ascenso al Championnat National 2 por primera vez, pasando un periodo de dos años en la cuarta división hasta su descenso en 2019.
En la temporada 2021/22 logra ganar su zona en el Championnat National 3 y regresa a la cuarta división nacional.

## Palmarés
- DH Córcega (3): 1990, 2014, 2016
- Copa de Córcega (1): 1991